# Rab-el-Háli
A Rab-el-Háli (arabul: الربع الخالي jelentése: üres negyed) a világ legnagyobb folyamatos homoksivataga. Az Arab-félsziget déli harmadában található. Nagyjából téglalap alakú, kb. 1100 kilométer hosszú és átlagosan 500 km széles. Mintegy másfél Spanyolország nagyságú.
A terület nem volt mindig ilyen száraz, egykor korai civilizációk bölcsőjét ringatta. A Rab-el-Háli szegélyén található nagy sós síkságok mutatják, hol voltak valamikor tavak.

## Földrajz
A vidék az egyik legzordabb hely a bolygón. 
Az éghajlat rendkívül száraz, az évi csapadékmennyiség 0 és 50 mm között alakul. A hőmérséklet elérheti a 60 °C-ot is, de −10 °C is lehet, az év- és napszaktól függően.
A homokréteg vastagsága helyenként eléri a 200 métert. Ez a hatalmas homoktömeg valószínűleg a nyugati és déli vulkanikus hegységekből került ide az évezredek alatt, amint az elemek fokozatosan koptatták a csupasszá vált kristályos kőzetet és a szelek továbbsöpörték az apró szemcséket az alföld belsejébe. 
A szél formálta dűnék magassága átlagosan 300 méter.

## Élővilág
A nagyon ritka, alkalmi esőzések virágba boríthatják a sivatagot. Ilyenkor növények törnek elő a talaj alatti nedvességet megcsapolva és hónapokig zöldek maradhatnak. 
Mintegy húsz növényfaj alkalmazkodott ehhez a barátságtalan környezethez, valamint egyes rovarok, pókfajok, skorpiók, gyíkok és néhány rágcsáló is.

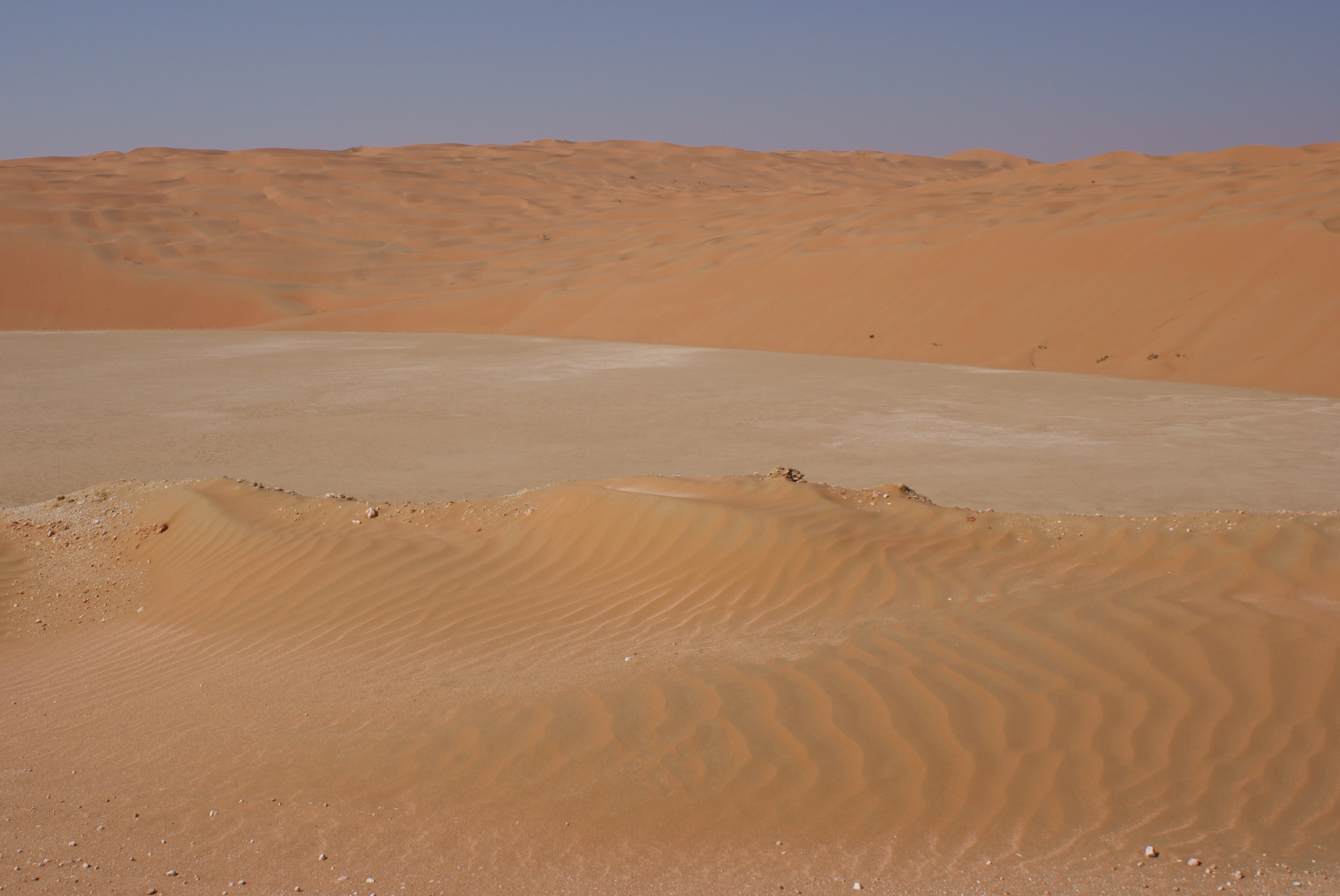
Rab-el-Háli

## Emberek
A Rab-el-Háli peremén beduin törzsek élnek. Ők állataik (teve, kecske, juh) táplálék- és vízigénye szerint mozognak. Télen, amikor a hőmérséklet elviselhetőbb, a sivatag belsejébe hajtják az állataikat, az alkalmi esők nyomán kihajtott ritkás legelőfoltokra. Bár a nomád beduinok száma folyamatosan csökken, néhány család még mindig ide-oda vándorol ingóságaival.

## Fordítás
- Ez a szócikk részben vagy egészben  a   Rub'_al-Khali című angol Wikipédia-szócikk fordításán alapul.  Az eredeti cikk szerkesztőit annak laptörténete sorolja fel. Ez a jelzés csupán a megfogalmazás eredetét és a szerzői jogokat jelzi, nem szolgál a cikkben szereplő információk forrásmegjelöléseként.
- Ez a szócikk részben vagy egészben  a   Rub_al-Chali című német Wikipédia-szócikk fordításán alapul.  Az eredeti cikk szerkesztőit annak laptörténete sorolja fel. Ez a jelzés csupán a megfogalmazás eredetét és a szerzői jogokat jelzi, nem szolgál a cikkben szereplő információk forrásmegjelöléseként.
- Ez a szócikk részben vagy egészben  a   Rub al-Khali című francia Wikipédia-szócikk fordításán alapul.  Az eredeti cikk szerkesztőit annak laptörténete sorolja fel. Ez a jelzés csupán a megfogalmazás eredetét és a szerzői jogokat jelzi, nem szolgál a cikkben szereplő információk forrásmegjelöléseként.